# Rumba (revista)
Rumba es una revista finlandesa de música rock. Se ha publicado desde 1983, fecha de su fundación. El jefe editor es Teemu Fiilin, y la editorial es Pop Media Oy. Hasta la primavera de 2006 la revista se publicaba en formato  tabloide. A partir de verano de 2006, la revista Rumba se comercializó en paquetes de 60 páginas cada uno, publicándose 18 veces en 2009 y 16 veces en 2012 y a partir de octubre de 2011 una vez al mes. La revista fue fundada por Rami Kuusinen y Kimmo Miettinen junto con Kari Kivelän y Virve Vallin. Rami Kuusinen llegó a ser el editor durante un gran tiempo.
En agosto de 1992 la revista Rumba publicó una compilación de los 50 hitos, lista que combinaba las ventas de discos y las emisiones en radio.

## Editores
- Rami Kuusinen, Kimmo Miettinen, Leena Lehtinen y Kari Kivelä
- Rami Kuusinen (1996-)[6]
- Viljami Puustinen junio de 2011
- Teemu Fiilin octubre de 2011

## Para leer más
- Markku Halme (2003).  Johnny Kniga, ed. Rumba: 20 años de rock detrás del escenario. Helsinki. ISBN 978-951-0-28708-8.